# Coelosia burmacola
Coelosia burmacola är en tvåvingeart som beskrevs av Soli 1997. Coelosia burmacola ingår i släktet Coelosia och familjen svampmyggor. Inga underarter finns listade i Catalogue of Life.